# Apocynum floribundum
Apocynum floribundum är en oleanderväxtart som beskrevs av Edward Lee Greene. Apocynum floribundum ingår i släktet Apocynum och familjen oleanderväxter. Inga underarter finns listade i Catalogue of Life.